# Miroslav Klose
Miroslav Klose (Pools: Mirosław Klose) (Opole, 9 juni 1978) is een in Polen geboren voormalig Duits profvoetballer die doorgaans centraal in de aanval speelde. Hij was van 2001 tot en met 2014 international in het Duits voetbalelftal, waarvoor hij 137 interlands speelde en daarin 71 keer scoorde. Klose scoorde op 6 juni 2014 zijn 69e doelpunt voor Duitsland, waarmee hij al topscorer aller tijden werd voor het Duitse nationale elftal. Bovendien maakte hij 8 juli 2014, tijdens de door Duitsland met 1-7 gewonnen halve finale tegen Brazilië, zijn zestiende doelpunt op een WK, waarmee hij ook WK-topscorer aller tijden werd.

## Levensloop
Klose stamt uit een Opper-Silezische familie die voor 1945 (en sinds 1986 opnieuw) de Duitse nationaliteit bezat en een gemengde Duitse en Slavisch-Silezisch-Poolse etnische achtergrond heeft. Daardoor werd de familie na 1945 niet door Polen gedeporteerd. Klose spreekt thuis met name Silezisch of Pools met zijn ouders en ook met zijn kinderen, maar beschouwt zichzelf een Duitser.
Zijn jongste kinderjaren bracht hij door in Silezië in de Volksrepubliek Polen, maar in 1986 emigreerde hij op achtjarige leeftijd met zijn ouders via Frankrijk als Aussiedler naar Rijnland-Palts, in het toenmalige West-Duitsland. In het seizoen 2005/06 werd Klose topscorer van de Bundesliga met 25 doelpunten in 26 wedstrijden.

## Clubstatistieken
| Seizoen | Club                 | Competitie   | Wedstrijden | Doelpunten |
| ------- | -------------------- | ------------ | ----------- | ---------- |
| 1998/99 | FC Homburg           | Regionalliga | 18          | 1          |
| 1999/00 | 1. FC Kaiserslautern | Bundesliga   | 2           | 0          |
| 2000/01 | 1. FC Kaiserslautern | Bundesliga   | 29          | 9          |
| 2001/02 | 1. FC Kaiserslautern | Bundesliga   | 31          | 16         |
| 2002/03 | 1. FC Kaiserslautern | Bundesliga   | 32          | 9          |
| 2003/04 | 1. FC Kaiserslautern | Bundesliga   | 26          | 10         |
| 2004/05 | Werder Bremen        | Bundesliga   | 32          | 15         |
| 2005/06 | Werder Bremen        | Bundesliga   | 26          | 25         |
| 2006/07 | Werder Bremen        | Bundesliga   | 31          | 13         |
| 2007/08 | FC Bayern München    | Bundesliga   | 27          | 10         |
| 2008/09 | FC Bayern München    | Bundesliga   | 26          | 10         |
| 2009/10 | FC Bayern München    | Bundesliga   | 25          | 3          |
| 2010/11 | FC Bayern München    | Bundesliga   | 20          | 1          |
| 2011/12 | SS Lazio             | Serie A      | 27          | 12         |
| 2012/13 | SS Lazio             | Serie A      | 29          | 15         |
| 2013/14 | SS Lazio             | Serie A      | 25          | 7          |
| 2014/15 | SS Lazio             | Serie A      | 34          | 13         |
| 2015/16 | SS Lazio             | Serie A      | 24          | 7          |

## Interlandcarrière
Klose speelde van 2001 tot en met 2014 voor de Duitse nationale ploeg. Hij speelde daarvoor 137 interlands, waarin hij 71 keer scoorde. Op 24 maart 2001 maakte Klose zijn debuut tegen Albanië (2-1 winst) en maakte meteen een doelpunt. Op het WK 2006 was Klose topscorer met vijf doelpunten. Op het WK 2010 maakte hij in de kwartfinale tegen Argentinië (4-0 winst) zijn dertiende en veertiende WK-doelpunt, evenveel als Gerd Müller. Op het WK 2014 maakte hij zijn 15de en 16de WK-doelpunt, waarmee hij alleen WK-topscorer aller tijden werd, voor de Braziliaan Ronaldo. Even voor het WK 2014 maakte Klose bekend dat hij stopte als international en 2014 zijn laatste WK zou zijn.
| WK-statistieken | Club                 | Positie   | W |   |   | D | A | M |   |   |   |
| --------------- | -------------------- | --------- | - | - | - | - | - | - | - | - | - |
| WK voetbal 2002 | 1. FC Kaiserslautern | aanvaller | 7 | - | - | 5 | - | - | 1 | 0 | 0 |
| WK voetbal 2006 | Werder Bremen        | aanvaller | 7 | 0 | 1 | 5 | 0 | 1 | 0 | 0 | 0 |
| WK voetbal 2010 | FC Bayern München    | aanvaller | 4 | - | - | 4 | - | - | 0 | 1 | 0 |
| WK voetbal 2014 | SS Lazio             | aanvaller | 5 | 2 | 3 | 2 | - | - | 0 | 0 | 0 |

## Erelijst
| Competitie                  |               |                  |               |               |
| Competitie                  | Aantal        | Jaren            |               |               |
| Werder Bremen               | Werder Bremen | Werder Bremen    | Werder Bremen | Werder Bremen |
| --------------------------- | ------------- | ---------------- | ------------- | ------------- |
| DFB-Ligapokal               | 1x            | 2006             |               |               |
| FC Bayern München           |               |                  |               |               |
| Bundesliga                  | 2x            | 2007/08, 2009/10 |               |               |
| DFB-Pokal                   | 2x            | 2007/08, 2009/10 |               |               |
| DFB-Ligapokal               | 1x            | 2007             |               |               |
| DFL-Supercup                | 1x            | 2010             |               |               |
| Lazio                       |               |                  |               |               |
| Coppa Italia                | 1x            | 2012/13          |               |               |
| Duitsland                   |               |                  |               |               |
| Wereldkampioenschap voetbal | 1x            | 2014             |               |               |